# Тетерина (Пермский край)
Тетерина — деревня в составе Соликамского городского округа в Пермском крае.

## Географическое положение
Деревня расположена на правом берегу реки Кама примерно в 6 километрах по прямой на запад от исторического центра города Соликамск.

## Климат
Климат умеренно-континентальный с суровой продолжительной зимой и тёплым коротким летом. Самый холодный месяц — январь со среднемесячной температурой (−15,7 °C), самый тёплый — июль со среднемесячной температурой (+17,4 °C). Продолжительность безморозного периода в среднем составляет 114 дней. Общее число дней с положительной температурой 190. Последний весенний заморозок в среднем наблюдается в конце мая, а первый осенний — в конце второй декады сентября. Среднегодовая температура воздуха −2,2 °C.

## История
Первое упоминание о деревне относится к 1624 году. Тогда здесь был починок (хутор) Тетерин с двумя дворами. До 2019 года деревня входила в состав Касибского сельского поселения Соликамского района, после упразднения этих муниципальных образований стала рядовым населённым пунктом Соликамского городского округа.

## Население
Постоянное население деревни было 34 человека (русские 94 %) в 2002 году, 32 человека в 2010.